# Witchcraft (песня Pendulum)
Witchcraft (рус. «Колдовство») — второй сингл австралийской группы Pendulum с их третьего альбома Immersion. Сингл дебютировал на 62 месте в британском чарте UK Singles Chart. Музыкальное видео вышло 25 июня 2010 года. Сингл включает в себя drumstep mix Роба Свайра, ремиксы drum and bass диджеев и продюсеров — John B и Netsky, и ремикс хаус-диджея и продюсера Chuckie. Вдохновлением для создания обложки стала обложка их первого дебютного альбома Hold Your Colour. Отрывок из песни был использован в видео в игре WRC: FIA World Rally Championship.

## Форматы и списки композиций
iTunes digital bundle
(выпущен 18 июля 2010)
1. «Witchcraft» — 4:12
2. «Witchcraft» (Rob Swire’s drum-step mix) — 5:44
3. «Witchcraft» (Chuckie remix) — 6:14
4. «Witchcraft» (John B remix) — 6:53
5. «Witchcraft» (Netsky remix) — 4:56
6. «Witchcraft» (music video) — 3:52

CD single 

(выпущен 19 июля 2010)
1. «Witchcraft» — 4:12
2. «Witchcraft» (Rob Swire’s drum-step mix) — 5:44
3. «Witchcraft» (Chuckie remix) — 6:14
4. «Witchcraft» (John B remix) — 6:53
5. «Witchcraft» (Netsky remix) — 4:56

12" vinyl single 

(выпущен 15 ноября 2010)
A. «Witchcraft» (Rob Swire’s drum-step mix) — 5:44
B. «Witchcraft» (Netsky remix) — 4:56

## Позиции в чартах
«Witchcraft» дебютировал в британском чарте UK Singles Chart 30 мая 2010 года на 62 месте, после выхода альбома Immersion, который также достиг 1-го места на этой неделе. Но сингл выпал из Топ-100 уже на второй неделе. 11 июля 2010 года сингл вернулся назад в чарт UK Singles Chart достигнув 113 места. Сингл поднялся на 67 место 18 июля. После релиза, сингл поднялся на 38 место, став 29 номером и третьим самым успешным синглом группы, вместе с синглом Granite и пятым в Top 40 в Великобритании.
| Чарт (2010)                     | Высшая позиция |
| ------------------------------- | -------------- |
| Австралия (ARIA)                | 56             |
| Шотландия (OCC Scotland)        | 27             |
| Великобритания (OCC UK Singles) | 29             |

## Участники записи
Pendulum:
- Роб Свайр — композитор, продюсер, вокал, синтезатор, микширование, remix
- Гарет МакГриллен — ассистент, бас-гитара, вокал
- Перри Гвинедд — гитара
- Кевин Соука — ударные

Другие:
- Netsky — remix
- John B — remix
- Chuckie — remix